# Nanchang J-12
Il Nanchang J-12 era un caccia intercettore/leggero monomotore a getto, dotato di ala a freccia, prodotto dall'azienda cinese Nanchang negli anni settanta del XX secolo e costruito in una piccola quantità di preserie, utilizzata per scopi sperimentali. Il suo sviluppo fu abbandonato in favore dell'adozione da parte della PLAAF dello Chengdu J-7, cioè del Mikoyan-Gurevich MiG-21F-13 costruito su licenza.

## Storia del progetto
All'inizio degli anni sessanta del XX secolo avvenne la "rottura" politica tra l'Unione Sovietica e la Repubblica popolare Cinese, e questo fatto determinò l'interruzione della fornitura di armi e tecnologia moderna all'industria militare cinese, specialmente nel settore aeronautico. Privati dell'assistenza tecnica e ingegneristica sovietica, negli anni successivi i cinesi incontrarono molte difficoltà, ma tentarono ostinatamente di avviare alcuni programmi aeronautici nazionali.
La convocazione della riunione allargata dell'Ufficio politico del Comitato centrale del partito nel maggio 1966 e l'undicesima sessione plenaria dell'Ottavo Comitato centrale nell'agosto dello stesso anno, segnarono il lancio su vasta scala della "Grande rivoluzione culturale proletaria", che pose l'aeronautica cinese sotto l'influenza del pensiero politico. Nell'aprile 1967, quando la Rivoluzione culturale era in corso da quasi un anno, la Zhōngguó Rénmín Jiěfàngjūn Kōngjūn avviò il progetto per un piccolo caccia ("Small Fighter"), che fu molto influenzato dai pensieri politici e dalla predicazione del leader Mao Zedong.
Alla fine del decennio la PLAAF emise un requisito per un piccolo caccia leggero supersonico, capace di atterrare e decollare da corte piste semipreparate, di semplice manutenzione e dotato di ottime prestazioni a bassa quota, con cui desiderava sostituire i MiG-19 di provenienza sovietica, che non avevano dato buona prova nel corso della guerra dei sei giorni del 1967. Il concetto iniziale si avvicinava a quello del Northrop F-5A Tiger. Al requisito risposero due aziende aeronautiche, la Shenyang, con il modello J-11, e la Nanchang con lo J-12.
L'ufficio tecnico della Nanchang sottopose alla PLAAF il progetto di un velivolo molto leggero, pesante a pieno carico al decollo 4,5 tonnellate, con ala bassa a freccia e presa d’aria frontale per il propulsore. Quest'ultimo era un turbogetto Wopen WP-6Z, dotato di postbruciatore.
L'aspetto finale dell'aereo fu determinato dal capo progettista Liu Xian Peng nell'agosto 1969, dopo il completamento di una serie di modelli per la galleria del vento, e il successivo sviluppo fu molto rapido, diciassette mesi, ma ciò diede vita a numerosi problemi.

## Descrizione tecnica
Il Nanchang J-12A era un monoplano da caccia caratterizzato dalla configurazione alare a freccia, posta in posizione bassa. La fusoliera aveva la presa d'aria del motore in posizione frontale, all'interno della quale vi era un cono mobile; nella sezione anteriore della carlinga era disposto l'abitacolo monoposto, riparato da una cappottatura interamente vetrata, imperniata nella zona anteriore e completamente apribile. La sezione della fusoliera era di forma ovale, costruita con impiego di leghe di titanio e pannelli a nido d'ape. Il carrello d'atterraggio era di tipo triciclo anteriore; tutti gli elementi erano dotati di singola ruota, quello anteriore si ritraeva in avanti ed i due posteriori, incernierati al centro dell'ala, si richiudevano verso l'interno ed alloggiavano le ruote nella parte esterna della fusoliera.
Il propulsore era un Wopen WP-6Z erogante la spinta di 2 500 kg/s (25 kN) a secco, e 3 454 kg (40 kN) con postbruciatore. Nella sezione centrale della fusoliera era posizionato il serbatoio integrale del carburante.
L'armamento si basava su due cannoni Nudelman-Rikhter NR-30 calibro 30 mm, o un cannone da 30 e uno da 23 mm, e tre missili aria-aria a guida IR PL-2, trasportati appesi ai tre piloni, due subalari e uno ventrale, su cui potevano inoltre essere installati pod contenenti razzi non guidati o piccole bombe che fornivano al velivolo capacità secondarie per l'impiego come cacciabombardiere. Non era installato alcun radar di tiro, e l'impiego delle armi avveniva con l'uso di un mirino ottico e di un radiotelemetro posizionato nel cono del muso.

## Impiego operativo

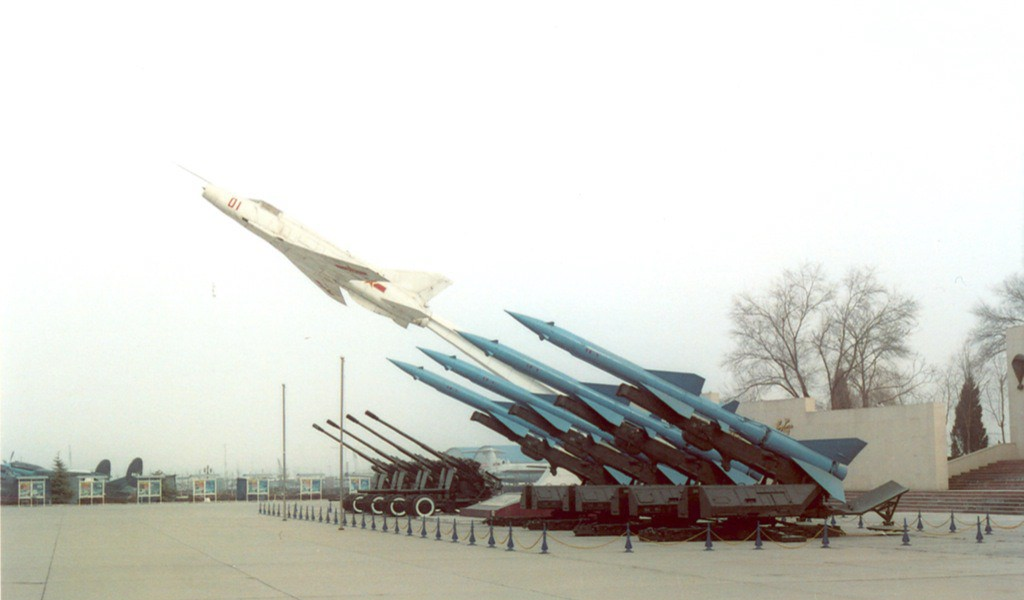
Un J-12A esposto su un pilone all'ingresso del Museo PLAAF di Datangshan. In primo piano quattro missili superficie-aria HQ-2 versione su licenza del sovietico S-75 Dvinà

Il primo prototipo, designato J-12 (Jianjiji-12), andò in volo per la prima volta il 26 dicembre 1970, ed a esso ne seguirono altri due, di cui uno destinato alle sole prove statiche, fino al 1973. Il 10 settembre dello stesso anno il nuovo modello fu presentato a Pechino alla leadership politica del paese. Lo J-12 risultava leggermente superiore allo J-6, che costituiva la dotazione base dei reparti della PLAAF, ed era capace di operare da piste la cui lunghezza non superava i 500 m, il che soddisfaceva abbastanza gli ideologi del velivolo "guerrigliero". A causa dei risultati non ottimali fatti registrare durante i collaudi di volo, lo J-12 venne sottoposto a una considerevole riprogettazione, che comportò l’adozione di una cellula alleggerita, di modifiche aerodinamiche, e il ridisegno della presa d’aria del propulsore.
Così modificato lo J-12 andò in volo nel luglio 1975, facendo registrare una velocità massima di Mach 1,386, maggiore di quella raggiungibile dallo J-6 allora in servizio, così come la tangenza massima raggiungibile, che aumentò a 17 410 m. La Nanchang ricevette l’autorizzazione a produrre tre apparecchi di preserie J-12A, ognuno con un armamento di un cannone da 23 mm e uno da 30 mm. I 135 voli di collaudo, per un totale di 61 ore e 12 minuti, terminarono nel gennaio 1977, quando ogni ulteriore sviluppo fu abbandonato a causa dell’adozione dello Chengdu J-7 (MiG-21F-13 costruito su licenza) da parte dell’aeronautica militare.
Il programma terminò ufficialmente nel febbraio 1978, e nonostante il fallimento, lo J-12 consentì ai tecnici cinesi di conseguire una notevole esperienza nel settore degli aerei da caccia a reazione.
Nel corso degli anni novanta l'ingegnere Lu Xiao Peng propose una versione aggiornata del caccia J-12 con sezione radar equivalente ridotta, al fine di utilizzarlo a bordo delle previste portaerei della marina, ma tale proposta non fu accettata.

## Versioni
- J-12: tre prototipi, di cui uno per le sole prove statiche, costruiti tra il 1969 e il 1973.
- J-12A: versione di preserie, realizzata in tre esemplari, con lunghezza aumentata a 10,665 m per l'adozione del Tubo di Pitot, e tangenza massima raggiungibile pari a 17 410 m.[5]

## Utilizzatori
Cina
- Zhōngguó Rénmín Jiěfàngjūn Kōngjūn

## Esemplari attualmente esistenti
Un esemplare di preserie J-12A accoglie i visitatori al Museo PLAAF di Datangshan, mentre il secondo prototipo del J-12 è esposto nel tunnel del China Aviation Museum.

### Esplicative
1. ↑  Sigla della traduzione anglosassone che indica la Zhōngguó Rénmín Jiěfàngjūn Kōngjūn, cioè l'aeronautica militare cinese.
2. ↑  Si trattava di una versione del Wopen WP-6 derivato a sua volta dal Tumansky RD-9.
3. ↑  In quella occasione il Maresciallo Ye Jianying, dopo la presentazione in volo, soprannominò lo J-12 "Air Li Xiangyang" in onore di Li Xiangyang, famoso capitano guerrigliero al tempo della lunga marcia.
4. ↑  Per la fusoliera venne adottata la regola delle aree, modificato l'angolo di freccia dell'ala, semplificate le superfici di controllo, e installato un cono nella presa d'aria anteriore del propulsore.

### Bibliografiche
1. 1 2 3 4 5 6 7  Gordon, Kommissarov 2008, p. 93.
2. 1 2 3 4  Global Security.
3. ↑  Gordon, Kommissarov 2008, p. 92.
4. 1 2 3 4 5 6 7 8 9 10  Уголок неба.
5. 1 2 3 4 5  Gordon, Kommissarov 2008, p. 94.
6. ↑   J12 fighter stealth modification, in AirForceWorld.com. URL consultato il 15 luglio 2011 (archiviato dall'url originale il 17 giugno 2017).